# بربل اشتروپرت
بربل اشتروپرت (آلمانی: Bärbel Struppert؛ زادهٔ ۲۶ سپتامبر ۱۹۵۰) دونده سرعت زن اهل آلمان است.